# 将台地区
将台地区是中华人民共和国北京市朝阳区的一个地区办事处，同时保留将台乡名称，其行政事务机构实行“一套人马，两块牌子”的体制，地区办事处与乡政府合署办公。
将台地区地处中关村科技园。与之接壤的街道和地区有：西邻望京街道、太阳宫地区，东邻东坝地区，南邻东风地区、麦子店街道、酒仙桥街道，北邻崔各庄地区、酒仙桥街道。面积11.45平方公里。

## 下辖社区
将台地区目前下辖的社区有：
- 芳园里社区
- 芳园南里西区社区
- 酒仙桥社区
- 环铁社区（铁科院东郊分院）
- 南窑地社区
- 安家楼社区
- 安家楼三居社区
- 安家楼二居社区
- 安家楼四居社区
- 丽都社区
- 798社区
- 12所社区
- 驼房营社区
- 东八间社区
- 和乔丽晶社区
- 风景线家园社区